# Варда Аль-Джазаирия
Варда Аль-Джазаирия (араб. وردة الجزائرية‎; 22 июля 1939 г. — 17 мая 2012 г.) — алжирско-ливанская и египетская певица, хорошо известная своими египетско-арабскими песнями и музыкой. Её имя в буквальном переводе означает «Варда алжирская», но её обычно называли просто «Вардой» или «Алжирской Розой» в арабском мире.

## Биография
Варда родилась 22 июля 1939 года в Пюто, Франция. Её мать — ливанка, а отец — алжирец. Она начала петь в возрасте одиннадцати лет в 1951 году и быстро стала хорошо известна своим пением патриотических арабских песен. В 1972 году алжирский президент Хуари Бумедьен попросил её спеть в честь Дня Независимости Алжира, и она выступала с Египетским оркестром.
Затем она переехала в Египет, где приобрела широкую популярность, вышла замуж за известного египетского композитора Балиха Хамди («Baligh Hamdi»). Она исполнила много песен Хамиди и других египетских композиторов. Её слава быстро выросла, певица выпускала по несколько альбомов в год. Кроме того, Варда снялась в нескольких египетских фильмах в главной роли рядом с большими звездами кино, такими как Рушди Абаза («Roushdy Abaza»). Она получила египетское гражданство и пела популярные национальные песни для страны, такие как «Helwa Belady El Samra (недоступная ссылка)».
Египетская песня «Моя Великая Родина» («Al Watan Al Akbar») исполнялась крупнейшими звездами египетской музыкальной индустрии в то время, среди них: Абдель Халим Хафез (Abdel Halim Hafez), Шаде (Shadia), Сабах (Sabah), Наджат Аль-Сагира (Al Najat Saghira) и Фаиза Камель (Faiza Kamel). В песне осуждается колониализм и звучит призыв к созданию единой арабской страны, чтобы победить иностранную оккупацию (см. Раздел Османской империи).

## Смерть
Варда умерла 17 мая 2012 года в Каире, Египет, после перенесенного сердечного приступа. Ей было 72 года. 19 мая её тело было вывезено в Алжир, где были организованы государственные похороны. Её тело похоронили на алжирском кладбище для национальных героев Эль-Аля (Еl Alia).

## Награды
- Athir Национального ордена Заслуг (Алжир, 1 ноября 2004)[9]